# Доминик Ландертингер
Доминик Ландертингер (Браунау на Ину, 13. јануар 1988) је аустријски биатлонац и освајач олимпијских медаља у биатлону. На Светским јуниорским првенствима 2006. и 2007. освојо је четири медаље укључујући злато у мушкој штафети. Сениорски светски првак постао је 2009. у Пјонгчангу када је освојио злато у масовном старту. На истом првенству освојио је сребро са аустријском мушком штафетом. На Олимпијским играма у Вакуверу 2010. освојио је бронзану медаљу са штафетом Аустрије, а појединачно му је најбољи пласман био седмо место у масовном старту. На Олимпијским играма у Сочију 2014. освојио је сребро у спринту, и бронзу у штафети. На Светском првенству 2016. освојио је сребро у појединачној трци на 20км, а 2017. бронзу у штафети. На Олимпијским играма у Пјонгчангу 2018. освојио је бронзу у појединачној трци на 20км.